# Myodopsylla setosa
Myodopsylla setosa är en loppart som beskrevs av Johnson 1956. Myodopsylla setosa ingår i släktet Myodopsylla och familjen fladdermusloppor. Inga underarter finns listade i Catalogue of Life.